# 충청대학교
충청대학교(忠清大学校, Chung Cheong University)는 대한민국 충청북도 청주시에 위치한 사립 전문대학이다.

## 연혁
1982년 12월 10일, 학교법인 충청학원의 오범수가 충청실업전문대학을 설립했다. 이듬해 3월 16일 개교하였다. 1983년 3월 16일, 충청실업전문대학으로 교명을 변경한다. 1990년 11월 13일, 충청전문대학으로 교명을 변경하고, 1998년 5월 1일 충청대학을 거쳐 2012년 2월 1일 충청대학교로 교명을 변경하고 현재에 이르고 있다.

## 교육편제
충청대학교는 헬스케어, 스마트바이오, 스마트엔지니어링, 휴먼서비스, 공공서비스 등 5개 계열을 자체 설정하고 33개 학과를 설치하여 전문학사 학위를 교수하고 있다. 다만, 간호학과에 한하여 학사 학위 과정을 교수하고 있으며, 일부 전공에 대하여 전공심화 과정 이수를 통하여 학사 학위를 수여하는 학사학위 과정을 운영하고 있다.

## 캠퍼스 풍경
충청대학교는 충청북도 소재 사립 전문대학으로, 월곡리에 캠퍼스가 위치한다. 캠퍼스 내 약 17동의 건축물이 위치하고 있다. 캠퍼스 서부로 탑연월곶길이 감싸 경계 역할을 하며, 캠퍼스 동부 월곶길과 연결되어 캠퍼스 진입이 가능하다. 캠퍼스 동부와 서부, 남부 등은 오라골, 단산골 등 산지로 둘러싸여 있으며 북부 일대에 기반 시설이 인근에 위치한다.

## 같이 보기
- 대한민국의 교육